# Eleccions al Dáil Éireann de juny de 1927

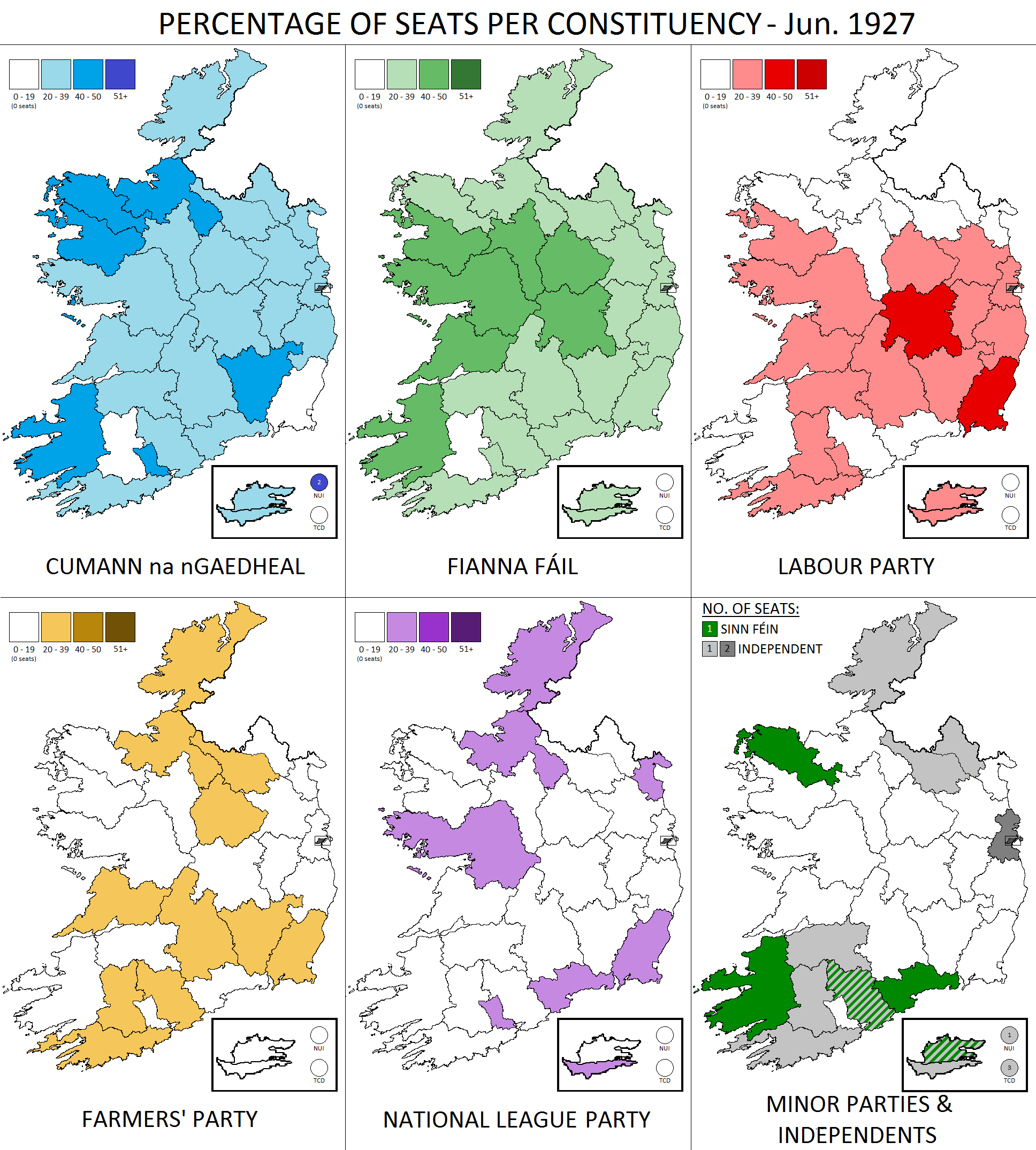
Resultats per circumscripcions i partits

Les eleccions al Dáil Éireann de juny de 1927 es van celebrar el 23 de juny de 1927 per a renovar els 153 diputats del Dáil Éireann. Cumann na nGaedhael va formar un govern de coalició amb laboristes i altres forces, però poc després Fianna Fáil decidí ocupar els seus escons i va provocar una crisi de govern.

## Resultats
| Partit                      | Líder               | Vot popular | %     | Escons |
| Cumann na nGaedhael         | William T. Cosgrave |             | 27,5% | 47     |
| Fianna Fáil                 | Éamonn de Valera    |             | 26,1% | 44     |
| Laborista                   | Thomas Johnson      |             | 13,8% | 22     |
| Farmer's Party              | Michael Heffernan   |             | 7,2%  | 11     |
| Partit de la Lliga Nacional | William Redmond     |             | 5,2%  | 8      |
| Sinn Féin                   | John J. O'Kelly     |             | 3,3   | 5      |
| Independents                |                     |             | 9,8%  | 15     |